# Ростовский военный институт ракетных войск
Ростовский военный институт ракетных войск им. Главного маршала артиллерии М. И. Неделина — высшее военное учебное заведение Ракетных войск стратегического назначения СССР и России, в городе Ростов-на-Дону, существовавшее в 1951—2011 годах.
Сокращённые наименования — РВИ РВ, РВВКИУ РВ. Институт готовил военных специалистов для ракетных войск стратегического назначения СССР, а затем России. Закрыт Приказом Министра обороны Российской Федерации Сердюкова № 1136 от 12 июля 2011 года. Последний вынос Боевого знамени состоялся 29 августа 2011 года.

## История
Ростовское артиллерийское училище было сформировано с 5 октября по 19 ноября 1937 года в соответствии с Постановлением № 84 сс Комитета обороны при Совете Народных Комиссаров СССР «О формировании новых военных училищ» от 10 августа 1937. Произведен набор курсантов-артиллеристов с курсом обучения в два года. Первым начальником училища был назначен полковник Ф. А. Самсонов.
C 1939 года училище получает официальное наименование Первое Ростовское артиллерийское училище противотанковой обороны . 
Курсанты РАУ изучали артиллерийскую науку на базе материальной части из двенадцати 76-мм полковых пушек образца 1927 года и двадцати четырех 45-мм противотанковых орудий образцов 1932 и 1937 годов .
19 сентября 1951 года на основании Постановления Совета Министров СССР на базе Ростовского артиллерийского училища было создано Ростовское высшее артиллерийское инженерное училище — специализированный вуз, готовящий военных инженеров для РВСН.
26 декабря 1952 приказом Военного министра СССР Маршала Советского Союза Василевского был установлен ежегодный праздник для Ростовского ВАИУ в ознаменование дня сформирования училища 19 ноября. В 2016 году большое число ракетчиков со всей страны приезжало на празднование 65-летия училища.
С октября 1961 года училище стало носить имя первого Главнокомандующего Ракетными войсками стратегического назначения М. И. Неделина, который трагически погиб при испытаниях новой стратегической ракеты Р-16 на полигоне Байконур.
В сентябре 1962 года училище переименовано в Ростовское высшее командно-инженерное училище (РВКИУ) имени главного маршала артиллерии М. И. Неделина.
В 1982 году было рассекречено и переименовано в Ростовское высшее военное командно-инженерное училище ракетных войск (РВВКИУ РВ) им. главного маршала артиллерии М. И. Неделина.
Постановлением Правительства РФ от 29 августа 1998 года N 1009 «О военных образовательных учреждениях профессионального образования Министерства обороны Российской Федерации» и приказом Министра обороны Российской Федерации № 417 от 16 сентября 1998 года училище переименовано в Ростовский военный институт ракетных войск имени Главного маршала артиллерии Неделина М.И. (РВИ РВ) и ему в качестве филиала придано бывшее Ставропольское высшее военное инженерное училище связи

.
С 2010 года Ростовский военный институт стал филиалом Военной академии РВСН имени Петра Великого.
Расформирован в 2011 году.
За годы работы училище и институт подготовили более 25 000 выпускников, 137 из которых стали генералами, а генерал-майор Г. М. Гаджиев был удостоен звания Героя Российской Федерации.
С 22 июня 2010 года главкомом Ракетных войск стратегического назначения является выпускник 4-го факультета генерал-полковник С. В. Каракаев (выпуск 1983 года).

Памятник ракетчикам и артиллеристам у главного корпуса училища

19 ноября 2022 года,  в День ракетных войск и артиллерии, около училища открыли памятник ракетчикам и артиллеристам 

.

## Структура
Структурно Ростовский военный институт ракетных войск включал в себя:
- управление;
- пять факультетов, на которых осуществлялась подготовка офицерских кадров командно-инженерного и гуманитарного профилей для РВСН и других родов войск видов вооружённых сил, по 9 специальностям и специализациям.[15]. Одним из них был военно-политический факультет (1967—1977), переданный затем в Рижское высшее военно-политическое Краснознамённое училище имени Маршала Советского Союза С. С. Бирюзова.[16]

В его состав входили 26 кафедр, пять научно-исследовательских лабораторий, научно-вычислительная лаборатория, подразделения обеспечения, а также учебный полигон РВИ РВ.

## Начальники
Начальники 1-го Ростовского артиллерийского училища(1-е РАУ), а с 19.11.1951  Белгородского артиллерийского училища(БАУ) .
- 19.11.1937 ― 25.10.1940 полковник Самсонов, Фёдор Александрович (1901-1980)
- 25.10.1940 ― 26.05.1941 полковник Софронин, Семён Борисович (1900-1974)
- 26.05.1941 ― 25.06.1943 комбриг, а с 27 января 1943 года полковник Румянцев, Михаил Дмитриевич (1887-1970)
- 25.06.1943 ― 20.09.1945 полковник, а с 20 апреля 1945 года генерал-майор артиллерии Кудрявцев, Николай Николаевич (1898-1958)
- 20.09.1945 ― 28.06.1951 генерал-майор артиллерии Леднёв, Иван Александрович (1900-1953)
- 28.06.1951 ― 28.10.1952 генерал-майор артиллерии Солуковцев, Михаил Петрович (1894-1963)
- 28.10.1952 ― 14.03.1955 генерал-майор артиллерии Добринский, Александр Григорьевич (1905-1992)
- 14.03.1955 ― 01.12.1956 генерал-майор артиллерии Богдан, Михаил Никитович (1908-1986)

Начальники Ростовского высшего артиллерийского инженерного училища(РВАИУ).
- 1951―1954 ― генерал-майор Пырский, Иван Михайлович
- 1954―1956 ― генерал-майор Тверецкий, Александр Фёдорович
- 1956―1959 ― генерал-майор Тонких, Фёдор Петрович
- 1959―1967 ― генерал-майор Шарков, Борис Николаевич
- 1967―1971 ― генерал-майор Зайцев, Николай Кузьмич
- 1971―1975 ― генерал-майор Акимов, Борис Антонович
- 1975―1982 ― генерал-лейтенант Шабельник, Иван Михайлович
- 1982―1988 ― генерал-майор Рыбалко, Пётр Петрович
- 1988―1996 ― генерал-майор Новиков, Владимир Иванович
- 1996―2003 ― генерал-майор Гордеев, Юрий Александрович
- 2003―2010 ― генерал-майор Солохин, Сергей Петрович
- 2010―2011 ― генерал-майор Касьяненко, Александр Владимирович
- 2011―2011 ― полковник Преснухин, Вячеслав Валерьевич

## Совет ветеранов
Действует Совет ветеранов РООО «Ветераны-неделинцы». Возглавляет совет выпускник 1974 года генерал-майор запаса Ю. И. Скляр.